# Бронная Гора (станция)
Бро́нная Гора́ (бел. Бро́нная Гара́) — железнодорожная станция, расположенная в одноименной деревне Соколовского сельсовета Берёзовского района Брестской области. 

## Описание
Рядом со станцией расположен мемориал Бронная Гора, установленный на месте массового уничтожения немецкими оккупационными властями мирного населения во время Второй мировой войны. 
Станция расположена между станцией Коссово Полесское и остановочным пунктом Береза-Город.
От станции отходит железнодорожная ветка до Белоозерска.